# PhotoFiltre Studio

## A Photofiltre Studio története
A képszerkesztő programot Antonio Da Cruz francia programozó fejleszti Delphi programozási nyelven. A program 30 napos próbaverzióval kipróbálható Shareware.
Fejlesztése a PhotoFiltre 6 képszerkesztőből indult ki. Kis tárhelyet igénylő képszerkesztő. Kezeli a RAW formátumot is.

## Története
10.10.1 verzió (2015. november)
- Hibák javítása néhány stilizált szűrőnél
10.10 verzió (2015. október)
- Új egyesített módok
- Új kiválasztási arány (automatikus képernyő arány)
- Új élesített szűrő Mikro kontraszt
- Új felüláteresztő szűrő
- Tovább fejlesztett szűrő több könnyítés (utasítás)
- Tovább fejlesztett Radiális maszk szűrő (maximum mód)
- Új opció Alfa csatorna alkalmazása a Gauss elmosásnál és a többi elmosásnál
- Felső szűrő eszköztár mérete összefügg a képernyő méretével
- Progresszív kontúrok javítása, gauss elmosás (gyorsabb) és árnyékok
10.9.2 verzió (2015. február)
- Hiba rögzítése, amikor a bitmapnál kiválasztom a megállapodás/ kiegészítést
10.9.1 verzió (2015. január)
- Progresszív kontúr határ effektjeinek hiba javítása
- Gauss elmosás szűrőjének hiba rögzítése
- Kijelző továbbfejlesztése élsimítás nélküli módban
- Több hibát elfogad bezárás nélkül kötegelt modulban (1000)
- Réteg eszköznél az előreugró menüben hiba javítása
10.9.0 verzió (2014. november)
- Továbbfejlesztett Fehéregyensúly modul
- Továbbfejlesztett vektoros útvonal (vonal stílus + 3D)
- A menü 'Réteg átméretezés' mozgatása a menün kívül Átalakítás (Szöveg réteg)
- Új opció 'Minden képek' az alapértelmezett a nyitás beállításánál
- Képernyő DPI használata új képeknél alapértelmezettként
- Új 3D stílus a Vonal eszköznél [M]
- Újraindítás gomb a szabad réteg átalakítás funkcióban
- Újraindítás gomb a szabad átalakítás a Vektoros útvonalnál
- Hiba rögzítések
10.8.1 verzió (2014. január)
- Görbék nevének kijelzése a címkében (Görbék modulok)
- Mutatja a valódi kurzor méretet a Vonal eszköznél [M]
- Fotomaszk modul fejlesztése: Bichrom opció engedélyezve van RGBA
- A görgetősáv automatikus az eszközpaletta alatt (ablak átméretezésekor)
- A Köd filter használható RGBA módban (Alfa csatorna is)
- Új parancssor paraméter "-hklm" a hálózati telepítéshez
- Tovább fejlesztett nyomtatás másolási szám (nyomtatási modul)
- CTRL+V aktiválja a zóna szerkesztési számát
10.8.0 verzió (2013. július)
- Új modul alkalmazása Árnyékok / Fények
- Kiválasztott élsimítások módja nincsen eltárolva az ini fájlban
- Hiba rögzítés Kijelölés menüben > Alakzat kiválasztása
- Hiba rögzítés a Görbe deformáció modulban
- Hiba rögzítés a PhotoMaszk modulban (teljes fekete és fehér)
- Tovább fejlesztett néhány szűrő sebessége:
Gauss elmosás
Több elmosás
Minimum kiemelés...
Maximum kiemelés...
Néhány művészi szűrővel kapcsolatos
10.7.3 verzió (2012. december)
- Két hiba rögzítése Telítettség és Kontraszt szűrőknél (RGB egyensúly)
- Hiba rögzítés a Fehéregyensúly szűrőnél
10.7.2 verzió (2012. november)
- Új gombok az Eszköztáron (Mentés másként, Vektoros útvonal)
- A képböngésző kijelzőjének mentése ini fájlban
- Automata új opció a képböngésző eszköztárban
(automatikusan keres amikor megnyitsz egy képet)
- Új Szétázás opció a Klónozó eszköznél [T]
- Új Sugár opció a csepp árnyéknál (réteg és szöveg)
- Beállítható szűrőket csoportosítja: Színárnyalat / Telítettség... (jobb felhasználásra)
10.7.1 verzió (2012. október)
- Régi mód helyreállítása a torzító szűrőknél (háttér színnel)
- Elmosás, többi elmosás szűrők és a Gauss elmosás csak az Alfa csatornát változtatja meg, ha az opció "Húzás az Alfa csatornán" beállítása elérhető.
10.7.0 verzió (2012. szeptember)
- Új elrendezés a Görbék szűrő (vektoros útvonallal)
- Új elrendezés Fehéregyensúly szűrő
- Új deformációs funkció Görbe (vektoros útvonallal)
- Új szürkeskála szűrő (különféle ajánlott módok)
- Néhány torzítás szűrő megkettőzve a képek és a rétegek menünél
- Torzítás szűrők most a Szűrők menünél futnak átlátszó módban
- Tovább fejlesztett elrendezési mód a szűrő szinteknél (középső tónus)
- Tovább fejlesztett Hisztogram szűrő (valós idejű)
- Új adat mappa a Görbéknél
- A vektoros útvonal hibáinak rögzítése
- Néhány szűrő elrendezése és mozgatása a Szűrők menübe:
Színegyensúly, RGB felcserélése, Poszterszínek, Dither
- Új almenü opció a kiválasztás menüben (egyszerűsített)
- Réteg menü > Réteg átméretezés mozgatva az átalakítás almenübe
10.6.2 verzió (2012. július)
- Kettő hiba rögzítése a szöveg modulon
10.6.1 verzió (2012. június)
- Hibarögzítés a szöveg modulnál (jobbról balra olvasás)
- A Kivágás / Beillesztés funkciót megőrzi a pozíciót amikor beillesztünk
10.6.0 verzió (2012. június)
- Új vonal stílus opció a Vonal eszköztáron
- Lehetőség van átméretezni a réteg Szöveget az egérrel (betű méret igazítás)
- Élsimítás az OpenType betűknél a szöveg modulon
- Export / Import ikon 256 × 256 32 bites színmélységben
- Új szűrő igazítás > Gyors igazítás szokása szerint
- Új élsimítás mód a menü Rétegnél > Határ effektus > Optimalizált (gif átalakításnál)
- Átalakítás és méretezés funkciók használható RGBA teljes módban (artefact rögzítés)
- Elmosás szűrők, több elmosás és Gauss elmosás használható RGBA módban
- Tovább fejlesztett Fényerő szűrő (elkülönített menedzser az RGB csatornáknál)
- Tovább fejlesztett Hisztogram szűrő (elkülönített menedzser az RGB csatornáknál)
- Tovább fejlesztett Kontraszt szűrő (elkülönített menedzser az RGB csatornáknál)
- Tovább fejlesztett Telítettség szűrő (elkülönített menedzser az RGB csatornáknál)
- Tovább fejlesztett Színegyensúly (elkülönített menedzser az RGB csatornáknál)
- Tovább fejlesztett Gamma korrekció (elkülönített menedzser az RGB csatornáknál)
- Különleges beillesztés > Összeillesztés RGBA módba funkció
- Lehetőség van forgatni és átméretezni a képet a Szöveg rétegnél
- Hiba rögzítés a Vonal eszköztárnál
- Hiba rögzítés a Gauss elmosás szűrő (sugár nem kettős)
- Hiba rögzítés a felső eszköztáron a gombok méreténél
- Hiba rögzítés
10.5.0 verzió (2012. április)
- Tovább fejlesztett Ecset eszköztár (több ecset használata és hozzáadott lépés opciók)
- Tovább fejlesztett kijelölés a Szalmazsák eszköztárban (új gombok)
- Tovább fejlesztett kitöltés (új gombok a sémában)
- Tovább fejlesztett klónozó (új gombok a sémában)
- 1 pixel a minimális sugár az Elmosásnál [R], Maszatolásnál [S] és a Javító segédeszköznél [X]
- Új kiválasztási mód Igazítás (az eredeti pontból középre igazított)
- Pause/Scrolling mód hozzáadása a Space kulccsal amikor kiválasztom
- Az Auto Zoom funkció nem módosítja a pozíciót a kép ablaknál
- A pozíció és az ablak mérete bezárul miután függőlegesen vagy vízszintesen elrendezzük az ablakokat
- Élsimítás mód kiválasztása amikor ini fájlban mentek
- A Kijelölés > Képarány beállítás sémát készít az eszköztárban és egy új kijelölés készül ha szükséges
- A Kijelölés > Alakzat másolása funkciónál rögzíti a pozíciót
- A Kép böngésző Ctrl-E rögzíti az utolsó kép útvonalát
- Hiba rögzítés az Indexelt színeknél (közvetlen előnézet)
- Hiba rögzítés a Látvány helyesbítésnél (kép méret használatánál)
- Hiba rögzítés a Réteg kezelésnél
10.4.1 verzió (2011. szeptember)
- Hiba rögzítés a szűrőknél Torzítás > Trapéz torzítás
- Másolás/beillesztés lehetősége a numerikus szerkesztő dobozban (előreugró ablak menüvel)
10.4.0 verzió (2011. június)
- Menti és helyreállítja a pozíciót és a paramétereket minden párbeszéd doboznál
- Caps Lock gomb sebesség módjának elmozdításának megerősítése (kiválasztás és réteg)
- Lehetőség van választani színeket a funkciókhoz Beszúrás új háttér
- Lehetőség van választani színeket a funkciókhoz Új üres réteg
- Új újraindítás gomb minden beállított szűrőhöz a párbeszéd doboznál
10.3.3 verzió (2011. március)
- Vektoros útvonal megőrzése, és a RAW könyvtár frissítése
- Új nagy 300 és 400-as sugár használata a rajzeszköztárnál (lassú)
- Space kulcs megerősítése elmozdulás módnál (csak rajzmódban)
- Hiba javítása a párbeszéd doboznál, ha mégse mentem
10.3.2 verzió (2010. augusztus)
- Új Minta választás amikor kontúrba húzod (Szerkesztés menü > Kihúzás és kitöltés...)
- Tovább fejlesztett Twain modul
- Új opció a Klónozó pontosítása (progresszív kontúr eltávolítása)
10.3.1 verzió (2010. május)
- Hiba rögzítés a Kitöltő eszköztáron
- Hiba rögzítés a Vonal eszköztáron
10.3.0 verzió (2010. április)
- Új eszköztár Vektoros útvonal
- Új formátum *.pfv (PhotoFiltre Vectorial) az útvonalnál
- A Gradiens szűrő használható Alfa csatornán is (RGBA)
- Lehetőség van megváltoztatni a sarok értékeket téglalap mellett (Kijelölés menü)
- A torzító eszköztár alapból megőrzi a képarányt (Shift billentyűvel lehet törölni)
- Új opció a megtartó képarány a Kiválasztás eszköztárnál
- A sokszög kiválasztásánál a jobb kattintás bezár és nem a dupla kattintásnál
- Hiba rögzítés a művészi szűrőnél a Fekete ceruza (kiválasztásakor)
- A mozgatás a látható kiválasztással gyorsabb (élsimítás után csak mozgatás)
- Tovább fejlesztett élsimítás (poligonok és kontúrok)
- Új szín az átlátszóságháttér-mintáért (jobb láthatóság)
- Frissített RAW könyvtár tartalmazza az utolsó kamera állást
- Hiba rögzítés
10.2.1 verzió (2010. január)
- Hiba rögzítés a kitöltő eszköztárnál
- Lehetőség van kikapcsolni a Vista és Windows 7 bőrt a beállításoknál (használod a régi XP stílust)
- Élsimítás a kijelzőnél az alapértelmezett kikapcsolva (lassú is)
- Alfa keverés támogatott a párbeszéd doboz nyitásnál és mentésnél
- Nagy ikonok 256x256 a Vista and Windows 7 alatt
10.2.0 verzió (2009. október)
- Lehetőség van görgetni a képet a nyíl billentyűkkel (Ha nincs aktív kiválasztás)
- Új funkció a Gradiens szűrőben a zaj opció
- Hozzáadtam a vízszintes görgetési paletta eszköztárhoz az alacsony képi felbontást (e-PC)
- Több menüben a .8BF szűrő lehetőség, ami nagyon fontos a beépülő modulok száma
- Az eszköztár gombok korrekt módon szürkülnek mikor a klasszikus Windows módot használod
- Hiba rögzítés a pipetta eszköztáron (CTRL+C/V/X elfogadása)
- Hiba rögzítés a Kitöltés eszköznél (élesebb használat)
- Hiba rögzítés a Vonal eszköznél (élesebb használat)
10.1.0 verzió (2009. szeptember)
- Windows Vista és Windows 7 alatt lehet színt változtatni eszköztáron
- Windows Vista és Windows 7 alatt az XP nyitó és mentő párbeszéd dobozt ki lehet kényszeríteni
- Tovább fejlesztett Radir segédeszköz (haladó ecset használat)
- Az Elmosás eszköz tovább fejlesztése (új funkció + és - élesebbé válik )
- A Maszatolás eszköz tovább fejlesztése (használja a RGBA módot)
- Az Optimalizált laphelyezés tovább fejlesztése (dinamikus ablakméret)
- Szöveg eszköztár tovább fejlesztése (új opciók hely és belsővonal)
- A réteghatárhatás tovább fejlesztése, progresszív körvonal alkalmazása (használ egy dialógusdobozt)
- Maximális képméret bővítés 10 000 pixelről 60 000 pixelre
- Kissé hibás PFI fájlok megnyitása (megpróbálja első rétegeket betölteni)
- Új szűrők a kötegelt modulban (Szépia, Automatikus kontraszt és szintek)
- PhotoPNG tartalmazza a kötegelt-modult
- Új globális opció "Kiterjesztett réteg rajzért"
- Új eszköz "Shell extension" a PFI és PFS fájlok kijelzése a Windows intézőben
- Új funkció "Réteg > Átlátszóság > Átlátszatlanság..."
- Hibák rögzítése
10.0.0 verzió (2009. április)
- Jobb kompatibilitás a Vistával
- Precíziós 1/100-os Gamma Korrekciós funkció hozzáadása
- Új funkció Mentésben > PngAdat
- Precíziós 1/1000 kiválasztási arány hozzáadása
- Tovább fejlesztett átlátszósági dőlés funkció / réteg menü (8 direktíva)
- Új gomb a réteg navigációban a kiválasztott rétegnél
- Jobb kompatibilitás amikor PNG képet nyitunk
- Animáció kiválasztása opció hozzáadása (menü Kiválasztás)
- Új menü csoport hozzárendelése a réteg beállításnál (menü réteg)
- Tovább fejlesztett funkciók a Látóhatár és Látvány korrekcióknál
- Hiba rögzítés a belső vágólapon
- Színárnyalat opció hozzáadása a réteg beállításnál
- Lehetséges módosítani a háttér átlátszóságot RGBA módban
- Az alapértelmezett kép nyitása 16 millió színben történik (GIF átlátszósága erőteljes RGBA módba)
- Ikonok 16 millió színben és nagy méretben Vista részére (48×48)
9.2.2 verzió (2008. október)
- Új PhotoPNG modul: haladó fotómaszk png fájloknak
- Klón bélyegző eszköztár: A jobb kattintással elkészíti a lehetséges tesztelési pozíciót
- Szabad átalakítás: Hozzáadva precíziós 1/100°-os forgatási funkció
- Kijelző hibarögzítés
9.2.1 verzió (2008. május)
- Új automatikus réteg kiválasztási funkció (menü Beállítások)
- Új automatikus rétegszám kijelző (menü Beállítások)
9.2.0 verzió (2008. április)
- Tovább fejlesztett funkció új háttér beszúrás (Üres átlátszóság/RGBA)
- Másolás egyesítést funkciót használni tudod az RGBA módnál (átlátszó háttér)
- Az átlátszó réteg rejtve marad (RGBA mód)
- A betöltő funkció átlátszó területet használ
- A határhatás a Homályosítás (Réteg menü) fakítani tudod
- A határhatás a Haladó kontúr (Réteg menü) fakítani tudod
- Tovább fejlesztett művészi szűrő Komikus lépés (Fekete ceruza opció)
- Minden beállításnál párbeszéd ablakok bezáródnak mielőtt a szűrőt futtatod
- Haladó eszköztár mikor lassú szűrőket futtatsz
- Haladó eszköztár mikor nyitod/mented a PFI, RAW és JPEG képet
- A menü Ismétlés mozgatott a menünél Szerkesztés (több szűrő emlékeztetve)
- Tovább fejlesztett funkciók Optimalizálás szorítás
- Hiba rögzítés a Fakítás funkción
- Hiba rögzítés a Szöveg modulnál (tömés átlátszó mintákkal)
- Hiba rögzítés a megnyitott párbeszéd dobozon
- Hiba rögzítés mikor JPEG formátumba mentesz (Szürkeskála)
9.1.0 verzió (2008. január)
- Párbeszéd nyitás és párbeszéd mentés - átméretezhető dobozok lehetősége Windows Vistánál
- Több könnyű mozgatható réteg szöveg (átlátszó átugorható terület)
- Tovább fejlesztett éles szűrő élek (több haladás)
- Tovább fejlesztett művészi filter durva pasztellek (hozzáadott megerősítő opció)
- Szegély effekt progresszív kontúrral (menü réteg) megfakítható
- Tovább fejlesztés az optimalizált vágásnál
- A beillesztés mint az új kép RGBA képek készítésénél, ha alpha csatorna elérhető
- Tovább fejlesztett szabad forgatás funkció (1/100° pontosság)
- Hiba javítás a kibővített kurzornál
- Hiba javítás, mikor az élsimítást kiválasztod a fordított és haladó kontúrt valamely opciónál
- Hiba javítása a radír eszköztárnál
- Hiba javítása az Eltolás funkciónál (menü Kép)
9.0.0 verzió (2007. május)
- Mutatja az EXIF alapú információt RAW formátumnál (Fájl menü > Kép beállítások)
- Tovább fejlesztett lejtés filter (több direktívák)
- Tovább fejlesztett szerzői jog modul (függőleges központi vonal)
- Új deformáció Ellipszis
- Minden átalakítás (forgatás,torzítás, stb...) használható kettős kocka interpolációjában.
- Tovább fejlesztett deformációs eszköztár (több precizitás)
- Deformációs eszköztárnak van valós idejű előnézete
- A funkciók eltérés,helyesbítő szín, helyesbítő szín hatáskör, indexelt színek, ecsetvonás és töltésnek van közvetlen előnézeti opciója.
- Az áttetsző színek gomb aktív rétegnél (összefüggés)
- Támogatja a DNG formátumot
- Rajz eszköztár te használni tudod a valódi méretű kurzort
- Tovább fejlesztett domborított szűrő (párbeszéd doboz)
- Tovább fejlesztett Klón bélyegző eszköztár (klón másik képből vagy rétegből)
- A szöveg modulba tudsz beszúrni külső szöveg fájlt.
- Új látvány korrekciós modul
- Új horizontális modul
- Tovább fejlesztett sugaras homályosság filter
- Tovább fejlesztett mozgó homályosság filter (párbeszéd doboz)
- Tovább fejlesztett sugaras maszk filter (párbeszéd doboz)
- Új kerek homályosság filter
- A rajz eszköztárnál tudod vonszolni az átlátszó területet a rétegnél
- Továbbfejlesztett Radír eszköztár (fordított mód az Alpha csatornánál)
- Mutatja az aktív réteg határt
- A haladó kontúr funkció és kontúr 3D automatikus réteg kiválasztás
- Lehetőség van rétegeket hozzáadni RGBA módba (átlátszó háttér)
- Tovább fejlesztett kép intéző (szöveges keresés és többvonalas kijelző)
- Néhány forráskód tovább fejlesztett és hibát rögzít
- Új logó
8.1.1 verzió (2007. március)
- Teljes előnézet szűrőknél, stilizált másik és keret (párbeszéd doboz és közvetlen előnézet)
- Új raw interfész. Támogat több raw formátumot és kamerát
- Az opciók nézet > Élsimítás mentése ini fájlba.
- A szokásos filter használat használ 5×5-ös mátrixot eltolással
- Tovább fejlesztett szűrők - rejtvény a 3D-s kontúrnál
8.1.0 verzió (2007. február)
- Tovább fejlesztett szemcse szűrők kiinduláskor, és az élesítésnél több lehetőség (párbeszéd doboz paraméterekkel)
- Teljes előnézet a művészi szűrőknek (párbeszéd doboz paraméterekkel)
- Tovább fejlesztett művészi ecset eszköztár (több szűrő)
- Jobb pontosságú ellipszis és kerekített végű húzás
- Lehetőség van változtatni a háttér színt a diaporámán
- A szöveg modul minden Windows fontot olvas
- Új funkció [Kijelző Élsimítás] lebénítja a simítást (2-8 x gyorsabb élsimítás nélkül)
8.0.2 verzió (2006. november)
- Hiba rögzítés mikor menti a képet TIFF-be tömörítés nélkül
- Hiba rögzítés a (+) (-) gombokba az eszköztárnál (nem vonja vissza, ha kiválasztást választotta)
- Hiba rögzítés a haladó segédeszköznél
8.0.1 verzió (2006. október)
- Előnézet funkcióknál Forgatás és Ferdítés
- Exportálás mint ikon 16x16 méret
- Viszonylagos kattintás a részleges eszköztárban (le gomb folytatás rétegeknél görgetés)
- Irányító parancs ág paraméterek:
```
   "-localini"
   "-noplugins"
   "-ini:path+ini fájl név"
```

8.0.0 verzió (2006. szeptember)
- Hisztogram (Menübe igazít)
- Torzító segédeszköz
- Művészi ecset segédeszköz
- Bűvös radír funkció a Javító eszköztárban
- Teljes elérés a történeti listának (menü Szerkesztés)
- Használható tömörítés LZ77 a PFI formátumban
- Néhány rövidebb változtatás ("0" ==> "*", "1" ==> "=")
- Változtatás a menü Rétegben
- Az értékek az új kép funkciónál mentve vannak egy ini fájlban
- Hibák rögzítése
7.4.0 verzió (2006. május)
- Tökéletesíti a Festő eszköztárat (3D effekt)
- Tökéletesíti a Képméret funkciót (eshetőség a linknél dönteni méretnél visszalopó opciónál ki van kapcsolva)
- Lehetőség van menteni a TIFF kép fájlokat tömörítve (LZW, RLE, FAX, JPEG)
- Betölti az elhatározást az EXIF adatban a TIFF kép fájloknál (ha rendelkezésre áll)
- Automatikus kép forgatás bázis az EXIF eligazításnál (Kedvezmény)
- Lehetőség van a képnél erőltetni 16 millió színben a kép megnyitást (aktivált szűrőnél)
- Hiba rögzítés választáson [Megőrzött adat fájl.]
7.3.2 verzió (2006. április)
- Lehetőség van a Fröcskölt képernyőt kikapcsolni a betöltésnél
- Új funkció Diaporáma teljes képernyős képernyő módban
- Lehetőség van keresni feketébe és fehérbe (Twain)
- Legjobb precizitás a nyomtatás modulban
- Lehetőség van menteni a JPEG formátumot 8 bites szürkeskálás módba
- Jobb kompatibilitás mikor TIFF fájlokat nyit (Visszalátás 6)
- A formátum EPS van ideiglenesen eltávolítva (túl sok a hiba)
- A PFI formátum tartalmaz egy réteg előnézetet amely kompatibilis más alkalmazásokkal
- A történeti számok képenként kettőzöttek
- Hibák rögzítése
7.3.1 verzió (2006. március)
- Szabad átalakítás funkció és eltorzítás lehetőség az előreugró menünél
- Lehetőség van választani egységet rácsozatban (pixels, cm, inch)
- Szűrő "Egyszerű képek" nyitás a párbeszéd dobozban
- Hibák rögzítése
7.3.0 verzió (2006. január)
- 12 mód a réteg keverésre (elérhető a Réteg menedzserben)
- Tökéletesíti a festő és festékszóró eszközöket (több működés)
- Tökéletesíti a Haladó festő eszközöket (lehetőség van beolvasni ecsetelésnél)
- Tömörítés opció mikor menti mint Targa
- Lehetőség van bemutatni és szerkeszteni a kommentárt PFI, JPEG, PNG és GIF képeknél
- A klón bélyegző eszköz Példa/Rögzített opciók használják a valódi példa méret (tudod használni mint festőecset)
- Olvassa és írja a meghatározott értéket az Exif/Jpeg adatnál
- Hiba rögzítés
7.2.1 verzió (2005. november)
- Hiba rögzítés párbeszéd ablak nyitásban (Windows 98 kijelző)
- Hiba rögzítés az adatba Exif-nél mikor képet nyitok a PgUp/PgDown gombokkal
- Hiba rögzítés a fordításba
7.2.0 verzió (2005. november)
- Visszavonás/Visszaállítás amikor készíti és törli a rétegeket
- Visszavonás/Visszaállítás amikor egyesít rétegeket
- Visszavonás/Visszaállítás amikor változtat réteg opciót
- Drag & drop funkció a kép intézőnél
- Sémák 32 bites formátumban (betöltés,húzás, szöveg, PhotoMasque)
- Tökéletesíti a kép beállítás funkciót (mutatja EXIF, IPTC és kommentár adatot)
- Tökéletesíti a nyitás és mentés párbeszéd ablakot
- Új szöveg mód a réteg sávon
- Tisztítókép gomb a szöveg funkcióban
- Tökéletesíti az animált GIF modult>
7.1.2 verzió (2005. szeptember)
- Hiba rögzítés mikor menti a GIF fájlt átlátszósággal
7.1.1 verzió (2005. szeptember)
- Hiba rögzítés mikor menti a JPEG-et EXIF/IPTC-vel
7.1.0 verzió (2005. szeptember)
- Hiba rögzítés RVB csere funkcióban
- Nincs automatikus beültetés mikor egyesíti a rétegeket
- Társítás a PFS és PFI formátumba
```
PhotoFiltre Studio betöltésekor:
```

- Tökéletesíti az indexelt szín módot (betölti a szín számlálást mielőtt feldolgozza)
- Tökéletesíti a Copyright funkciót (alpha-keverő opció)
- Hiba rögzítés az Automatikus/Kötegelés funkcióban
- Nyitja az animált GIF fájlt mint rétegelt képet
- Új felület a 8BF filternek (támogatja az Alpha csatornát)
- Tökéletesíti az animált GIF modult
- Egyéni árnyék stílus a Szöveg rétegeknél
- Támogatja a RAW formátumot (nyitott módban)
- Kis változtatás PFI formátumban (ősi PhotoFiltre Studio)
- Új funkció Szűrő/Stílus/ 3D kontúr
- Jobb irányítás az adat EXIF/IPTC-nél (JPEG/TIFF/NEF)
- Párbeszéd ablakban nyitás, a kiírás pedig "Minden kép" van most "*.*"
7.0.2 verzió (2005. június)
- Hiba korrekció in alpha keverék párbeszéd dobozoknál
- Hiba korrekció a poligon kiválasztásban (zoom)
7.0.1 verzió (2005. május)
- Tökéletesített animált GIF modul (lehetőség van átugrani a réteg/keretet)
- Tökéletesített belső Beillesztés funkció(közép vagy igazít)
- Hiba korrekció a fordításba (párbeszéd dobozok)
7.0.0 verzió (2005. április)
Teljes fejlesztési lista összehasonlítás Photofiltre 6-os verziójával szemben
- Réteg vezérlés
- Több kiválasztásos mód (hozzáadás, kivonás) CTRL és ALT billentyű kulcsokkal
- Automatikus beszúrás a copyright-nak
- Támogatja a Photoshop 8BF szűrőket
- Több GIF opció mentéskor
- Több ellenőrző pontok Csoportosítás nélkül funkcióban
- Exportálás ikonként 32x32, 48x48 és 64x64
- Radír eszköztár (átlátszóság és Alpha csatorna irányítás)
- Lehetőség van menteni a varázs pálca kiválasztást
- Új PhotoFiltre kép formátum (*.pfi)
- Animált GIF modul
- Új mód RGBA (Alfa csatornával)
- Új funkció Kiválasztás menüben
- Betöltés EXIF/JPEG elhatározás mikor nyitja a képet
- Több filter a kötegelt modulban
- Egy kérelem több multi kérelem mód betöltésnél (Beállítás/Betöltés)
- Új gombok a kép intézőben
- Új funkció Automatikus Betöltés és Ecsetvonás (Kiválasztás eszköztár)
- Több gombok az eszköztáron
- Több gomb beállítás (+) és (-) vagy kölcsönös megszakítás (automatikus Visszavonás)
- Több haladó ecset
- Tökéletesített Vonal eszköztár (dupla nyíl)
- Új retusáló eszköztár (vörös szem csökkentés, gamma korrekció, ...)
- Lehetőség van húzni vonalakat Ecset eszköztáron
A program valahol az Elements és a Photoshop program közé tehető felhasználási lehetőségek szempontjából.